# LLG A/S
Lars Larsen Group A/S er et dansk holdingselskab med hovedsæde i Silkeborg. Det blev grundlagt i 1979 af købmand Lars Larsen, og er moderselskab for en lang række virksomheder, med JYSK som den største.
Egenkapitalen blev i 2018 beregnet til 13,3 milliarder kroner. De ejede virksomheder havde en samlet omsætning på knap 30 milliarder kroner, og havde i regnskabsåret 2017/18 et overskud på 3,6 milliarder kroner.

## Ejerskab
Holdingselskabet Lars Larsens efterkommer ejer 99 % af selskabet. Den resterende 1 % ejes Lars Larsens JYSK fond 
Selskabets bestyrelse kan ikke tage store strategiske beslutninger, uden at det først skal godkendes af Lars Larsens JYSK Fond. Derfor er det fonden der har den ultimative magt over, hvad der bliver besluttet på vegne af virksomhederne i JYSK Holding. I den seks personer store fondsbestyrelse skal familien ifølge vedtægterne altid være i undertal, og må ikke bestride formandsposten. Lars Larsen besluttede ligeledes før sin død, at 90 procent af overskuddet i JYSK Holding altid skal geninvesteres i virksomheden, mens de resterende ti procent som udgangspunkt kan udbetales til ejerne.
Ejere
- Mette Brunsborg (16,5 %)
- Jacob Brunsborg (16,5 %)
- Line Hansen Brunsborg (16,5 %)
- Søren Hansen Brunsborg (16,5 %)
- Christine Birk Brunsborg (16,5 %)
- Christian Birk Brunsborg (16,5 %)
- Lars Larsens JYSK Fond (1 %)

## Selskaber
Selskaberne i JYSK Holding havde i 2018 en samlet årlig omsætning på 29,9 milliarder kroner.
| - JYSK - IDEmøbler - ILVA - Bolia - SengeSpecialisten - IDdesign - Himmerland Golf & Spa Resort - Letz Sushi | - Interior Direct - Hotel Ferdinand - Solid Leasing - ScanCom - Actona Company - Backtee - Garia - Schou - Third.space |  |